# Al-Ḥārith ibn Ḥilliza

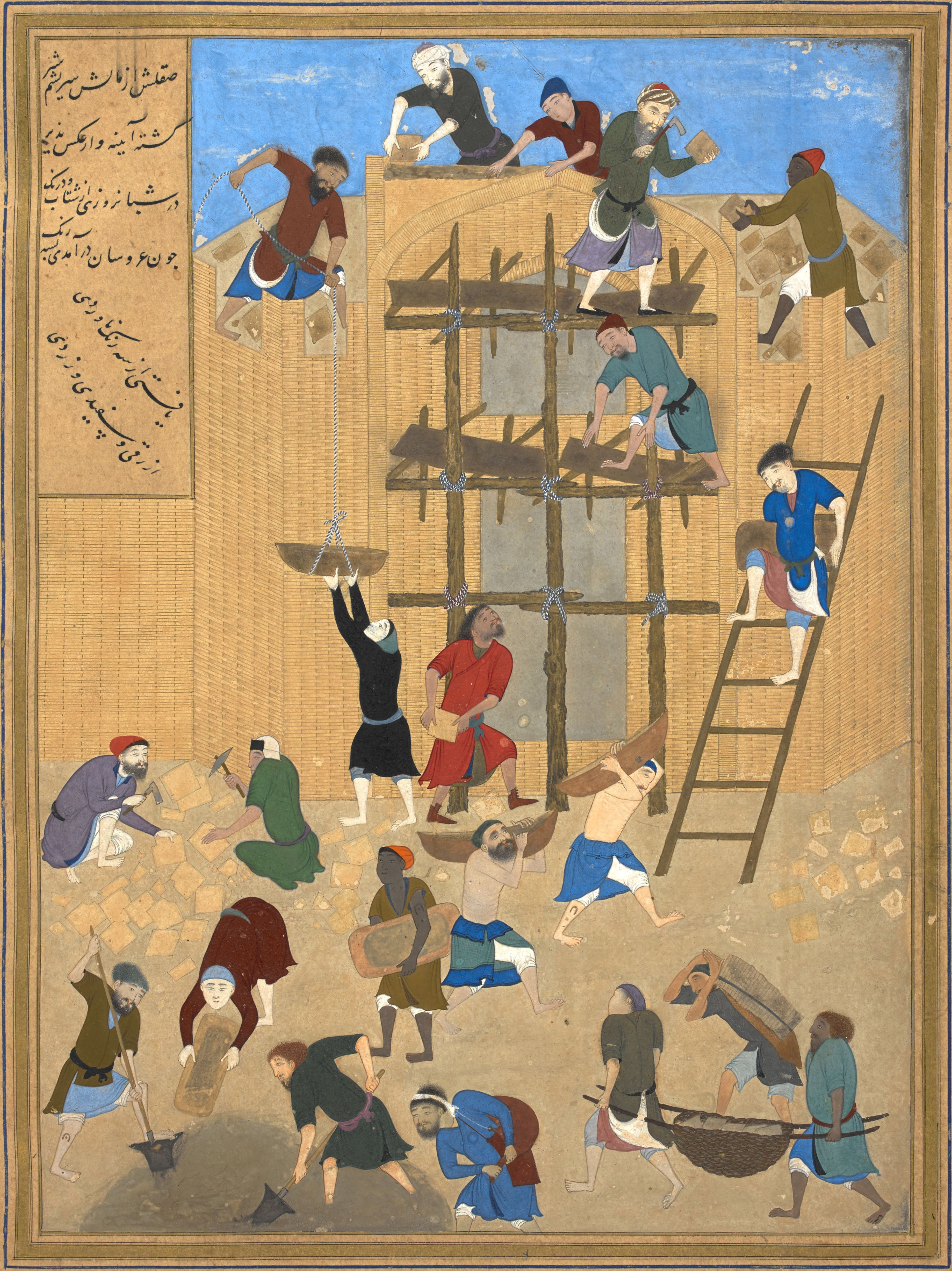
Costruzione della fortezza di Khawarnaq ad al-Hīra, capitale dei Lakhmidi.

Al-Ḥārith ibn Ḥilliza al-Yashkurī (in arabo الحارث بن حلزة اليشكري‎?; ... – 580) è stato un poeta arabo preislamico.

## Biografia
Appartenne alla tribù cristiana dei Bakr ibn Wa'il. È famoso in quanto autore di una delle poesie facenti parte delle Muʿallaqāt. Nonostante ciò non sappiamo molto sulla sua vita.
Frequentò i re di Hira, in particolare 'Amr ibn Hind in occasione di una contesa che oppose i Banu Bakr e i loro cugini, i Banu Taghlib. Alcuni appartenenti ai Bakr avrebbero impedito a membri dei Taghlib di abbeverarsi a una fonte d'acqua nel corso d'una spedizione richiesta dal re, causandone la morte. 

Non essendo stata soddisfatta la richiesta di riparazione del torto, le due parti cercarono un arbitraggio presso il re ʿAmr. Nella sua poesia, al-Ḥārith lega intelligentemente la sua causa a quella del re, mentre il suo avversario, 'Amr ibn Kulthum, che rappresenta i B. Taghlīb, offende indirettamente il re affermando la propria indipendenza e la potenza della sua tribù.
Morì probabilmente affetto da lebbra.